# Codalithia subtilis
Codalithia subtilis là một loài bướm đêm trong họ Noctuidae.